# Rodrigo Salem
Rodrigo Salem (Natal, 10 de novembro de 1974) é um jornalista e crítico de cinema brasileiro. Tornou-se notório após passar 10 anos trabalhando como editor-chefe da revista SET. Atualmente, publica na Substack.

## Biografia e carreira
Rodrigo Salem se formou em jornalismo pela UFPB (Universidade Federal da Paraíba), em João Pessoa, nos anos 90. Começou trabalhando como jornalista no Diário de Pernambuco, em Recife (PE), além de fazer trabalhos freelancer para as revistas Wizard, Herói, General e Bizz, além da revista SET, então comandada por Isabela Boscov.
No começo dos anos 2000, Salem se mudou para São Paulo, onde foi trabalhar na revista SET, da qual foi editor-chefe por 10 anos. Após deixar a SET, Salem passou temporada na revista Contigo! e foi um dos fundadores da revista GQ Brasil.
Rodrigo Salem deixou a GQ em meados de 2012 para se juntar a equipe do jornal Folha de S.Paulo, que integra até hoje, como repórter e crítico de cinema. Salem também escreveu durante alguns anos um blog de cinema para o Yahoo! Brasil. Entre os muitos projetos de Salem, ele também anunciou que se preparava para relançar o personagem O Flama com seu amigo, o quadrinista Mike Deodato Jr.
Atualmente, Rodrigo Salem vive em Los Angeles, de onde escreve para o jornal sobre eventos importantes do cinema mundial como o Oscar e o Globo de Ouro.
Salem também é notório por cobrir os mais importantes festivais de cinema, como o Festival de Cannes, na França, o festival de Berlim, na Alemanha, o festival de Veneza, na Itália, e o festival de Toronto, no Canadá.
Junto à jornalista Mariane Morisawa, Salem também faz o podcast mensal Oscarizando, sobre cinema e premiações de cinema mundiais.